# Commonwealth Games 2002/Triathlon
Bei den Commonwealth Games 2002 in Manchester fand im Triathlon ein Wettbewerb für Männer und für Frauen statt. Beide Veranstaltungen gingen über die olympische Distanz: 1,5 km Schwimmen, 40 km Radfahren und 10 km Laufen.

## Männer
| Platz | Land | Sportler        | Zeit      |
| ----- | ---- | --------------- | --------- |
| 1     | CAN  | Simon Whitfield | 1:51:57 h |
| 2     | AUS  | Miles Stewart   | 1:51:59 h |
| 3     | NZL  | Hamish Carter   | 1:52:03 h |

Datum:
4. August 2002

## Frauen
| Platz | Land | Sportlerin       | Zeit      |
| ----- | ---- | ---------------- | --------- |
| 1     | CAN  | Carol Montgomery | 2:03:17 h |
| 2     | WAL  | Leanda Cave      | 2:03:36 h |
| 3     | AUS  | Nicole Hackett   | 2:04:01 h |

Datum:
4. August 2002